# L'ispettore Derrick
L'ispettore Derrick è una serie televisiva tedesca di genere giallo-poliziesco, prodotta dal 1974 al 1998. Realizzata dalla televisione pubblica ZDF, segue le indagini dell'ispettore capo Stephan Derrick (Horst Tappert) della polizia criminale di Monaco di Baviera, assistito dall'ispettore Harry Klein (Fritz Wepper).

## Produzione
Prodotta dal 1973, sulla scia del precedente successo di Der Kommissar, a sua volta trasmessa dal 1969 come risposta tedesca ai telefilm americani. Si tentò infatti di attribuire un cognome tedesco americaneggiante e per ispirazione si consultò l'elenco telefonico di Monaco, riscontrando numerosi abbonati di nome Derrick.
Gli attori protagonisti sono Horst Tappert, nei panni dell'ispettore capo Stephan Derrick, e Fritz Wepper, nei panni dell'ispettore Harry Klein, fedele assistente per tutta la serie.
Derrick debuttò sul canale della ZDF nel 1974, riscontrando immediato successo di pubblico.
Derrick batté tutti i record di episodi della televisione tedesca, girando il centesimo nel 1982 con Il cadavere nell'Isar, il duecentesimo nel 1991, Un caso aperto, che valse all'attore protagonista l'ingresso nel Guinness dei Primati come il personaggio poliziesco europeo più longevo. La serie si concluse nel dicembre 1997 con il 281º episodio, con il medesimo cast degli esordi, includendo Helmut Ringelmann quale produttore e Herbert Reinecker sceneggiatore.
L'epilogo è stato trasmesso in Germania nell'ottobre 1998 con il titolo Das Abschiedsgeschenk (lett. Il dono dell'addio).
Nel 2004 è stato realizzato un lungometraggio d'animazione intitolato Derrick – Die Pflicht ruft!, dove Tappert e Wepper sono tornati a doppiare i loro personaggi.
Il 2 maggio 2013, con la diffusione postuma della notizia su un passato nazista del giovane Horst Tappert nelle Waffen-SS, la ZDF e l'emittente olandese Omroep Max sospendono la trasmissione delle repliche, successivamente interrotte anche da France 3, RTBF e Rai 3.
La ZDF negò nel 2016 un bando definitivo della serie, limitandosi a una cancellazione dal palinsesto.

## Registi
| Regista             | n° Episodi | Periodo   |
| ------------------- | ---------- | --------- |
| Theodor Grädler     | 51         | 1975-1995 |
| Helmuth Ashley      | 46         | 1975-1997 |
| Zbyněk Brynych      | 37         | 1975-1994 |
| Alfred Weidenmann   | 30         | 1975-1998 |
| Alfred Vohrer       | 28         | 1975-1986 |
| Dietrich Haugk      | 15         | 1974-1998 |
| Günter Gräwert      | 13         | 1981-1993 |
| Wolfgang Becker     | 11         | 1975-1992 |
| Jürgen Goslar       | 11         | 1983-1996 |
| Horst Tappert       | 11         | 1986-1997 |
| Franz Peter Wirth   | 5          | 1975-1990 |
| Eberhard Itzenplitz | 5          | 1996-1997 |
| Michael Braun       | 3          | 1978-1984 |
| Gero Erhardt        | 3          | 1986-1988 |
| Peter Deutsch       | 3          | 1996      |
| Wigbert Wicker      | 3          | 1997-1998 |
| Leopold Lindtberg   | 2          | 1974-1976 |
| Erik Ode            | 2          | 1979-1980 |
| Helmut Käutner      | 1          | 1974      |
| Hans-Jürgen Tögel   | 1          | 1995      |

## Cast
| Attore               | n° Episodi | Periodo   |
| -------------------- | ---------- | --------- |
| Horst Tappert        | 281        | 1974-1998 |
| Fritz Wepper         | 281        | 1974-1998 |
| Willy Schäfer        | 208        | 1975-1998 |
| Holger Petzold       | 22         | 1978-1997 |
| Dirk Galuba          | 22         | 1976-1998 |
| Gerhard Bormann      | 19         | 1975-1977 |
| Günther Stoll        | 19         | 1975-1977 |
| Peter Bertram        | 18         | 1981-1997 |
| Philipp Moog         | 16         | 1987-1997 |
| Bruno Walter Pantel  | 15         | 1977-1993 |
| Michael Gahr         | 14         | 1975-1996 |
| Günter Clemens       | 14         | 1984-1996 |
| Pierre Franckh       | 14         | 1975-1998 |
| Sky Dumont           | 14         | 1976-1996 |
| Jutta Kammann        | 14         | 1975-1998 |
| Robert Jarczyk       | 14         | 1985-1994 |
| Wolf Roth            | 13         | 1984-1998 |
| Klaus Herm           | 13         | 1978-1997 |
| Henry van Lyck       | 13         | 1985-1998 |
| Karl Renar           | 13         | 1976-1990 |
| Werner Asam          | 13         | 1978-1996 |
| Gaby Herbst          | 12         | 1980-1997 |
| Hans Georg Panczak   | 12         | 1975-1996 |
| Dieter Eppler        | 12         | 1976-1994 |
| Sepp Wäsche          | 12         | 1976-1994 |
| Angela Hillebrecht   | 12         | 1975-1989 |
| Paul Neuhaus         | 12         | 1975-1997 |
| Dirk Dautzenberg     | 11         | 1975-1991 |
| Edwin Noel           | 11         | 1983-1995 |
| Gert Burkard         | 11         | 1983-1997 |
| Käte Jaenicke        | 11         | 1975-1991 |
| Christiane Hammacher | 11         | 1980-1998 |
| Hannes Kaetner       | 11         | 1975-1996 |
| Erland Erlandsen     | 11         | 1976-1996 |
| Eva Röder            | 11         | 1981-1994 |
| Wolfried Lier        | 11         | 1975-1992 |
| Stefan Miller        | 11         | 1980-1992 |
| Karl-Heinz Thomas    | 11         | 1977-1986 |
| Jacques Breuer       | 10         | 1975-1997 |
| Irene Clarin         | 10         | 1986-1997 |
| Lisa Kreuzer         | 10         | 1977-1990 |
| Sissy Höfferer       | 10         | 1981-1994 |
| Liane Hielscher      | 10         | 1975-1994 |
| Will Danin           | 10         | 1987-1997 |
| Volker Eckstein      | 10         | 1977-1985 |
| Thomas Astan         | 10         | 1975-1991 |
| Christine Buchegger  | 10         | 1975-1996 |
| Horst Sachtleben     | 10         | 1975-1991 |
| Alf Marholm          | 10         | 1977-1986 |

## Sceneggiatura
Autore e sceneggiatore è lo scrittore tedesco Herbert Reinecker. Tra le sue caratteristiche di scrittura vi è quella di introdurre nelle storie riferimenti più o meno velati ad autori classici tra cui, ad esempio, William Shakespeare; il caso più evidente si riconosce nell'episodio Un tipo glaciale, quando l'ispettore Derrick, per smascherare il colpevole, lo fa assistere a una rappresentazione del delitto da lui compiuto per farlo crollare emotivamente (come nell'Amleto).
I delitti su cui l'ispettore indaga hanno prevalentemente luogo negli ambienti della media e alta borghesia bavarese. I dialoghi sono essenziali, spesso surreali. Le atmosfere, come del resto le immagini, sono cupe e tristi. Altro tratto distintivo, come del resto lo è anche in altre produzioni televisive dell'epoca, è lo smodato consumo di alcolici. Non infrequenti le scene di nudo, per nulla relative all'erotismo, che al contrario aggiungono drammaticità al contesto.
Rispetto agli ispettori protagonisti di altre serie televisive, Derrick rivela, puntata dopo puntata, una peculiare sensibilità umana e professionale nello scandagliare la psiche dei personaggi con cui entra in contatto a ogni indagine, non semplicemente gli assassini, ma anche i loro familiari e conoscenti, cioè le humus sociali.
Derrick è consapevole di una complicità in ogni omicidio, e che la società fa puntualmente la sua parte. Derrick è perciò un compassionevole: il suo sguardo si rivela a volte commosso, il suo atteggiamento spesso turbato, di fronte alle tragedie umane a cui assiste, tragedie di cui sono vittime le persone uccise, ma in alcuni casi, a loro modo, anche gli assassini, risultato di un disagio sociale: nevrotici, passionali, vendicativi, cinici e talvolta dei mostri, dei sadici. L'indole di Derrick non attenua la sua coscienza di uomo di legge inflessibile e rigorosa.
(dall'episodio Una strana giornata in campagna)
Il personaggio fa trasparire ben poco della sua vita privata. Infrequente è il ricorso alla forza come inseguimenti a piedi e sparatorie, ancor più l'uso di tecniche a mani nude nel mettere fuori combattimento un criminale.
(Horst Tappert in una sua intervista a un festival televisivo a Chianciano Terme, 1986)

### Musiche
La sigla di testa è opera di Les Humphries, con attacco ad alta tensione tipico di un poliziesco, seguito da un valzer moderno in stile bavarese.
Nella sua lunga vita, la serie si avvale delle musiche di Autori del momento. Dal 1977 si afferma come principale compositore il tedesco Frank Duval al quale dal 1985, si affiancherà Eberhard Schoener. Altri Autori Andreas Vollenweider, Martin Böttcher, Herrmamm Thieme, Hans Hammerschmid e Helmut Trunz, per citare i più ricorrenti. Proprio dalla creatività di Duval nacque nel 1979 l'album Die schönsten Melodien aus Derrick & Der Alte pubblicato da Teldec e contenente alcuni dei brani composti dal musicista berlinese per la serie.
Ricorrono successi di artisti internazionali come i Pink Floyd con brani tratti da The Wall nell'episodio Una strana giornata in campagna. O ancora delle cover di Soleado (1975) dei Daniel Sentacruz Ensemble e Fotoromanza (1984) di Gianna Nannini, cantante popolarissima in Germania prima di divenirlo in Italia.
Partecipazione dell'italiano Scialpi nell'episodio 195 Emilio Caprese è in città (1990) quale interprete e cantante.

### Autovetture
L'ispettore Derrick usa prevalentemente autovetture civili BMW Serie 5 (usate realmente dalla polizia tedesca, con la caratteristica livrea verde-bianco per il servizio "volanti"); a partire dalla prima serie del telefilm una E12 modello 520 (dal 1973 al 1975); 525 (una colore verde, una colore carta da zucchero e una colore beige sempre nel 1976) e, col passare degli anni, i successivi modelli prodotti dalla casa automobilistica bavarese: BMW E28, E34 ed E39. In alcuni episodi, nonché nell'ultima puntata, l'ispettore si sposta su BMW Serie 7 - nel tempo E23, E32 ed E38 - e, soprattutto in alcuni episodi più recenti, anche alcune Audi.

## Episodi
La serie è stata trasmessa in Germania dal 1974 al 1998.
| Stagione                  | Episodi | Prima TV originale | Prima TV Italia |
| ------------------------- | ------- | ------------------ | --------------- |
| Prima stagione            | 3       | 1974               |                 |
| Seconda stagione          | 12      | 1975               |                 |
| Terza stagione            | 14      | 1976               |                 |
| Quarta stagione           | 10      | 1977               |                 |
| Quinta stagione           | 13      | 1978               |                 |
| Sesta stagione            | 13      | 1979               |                 |
| Settima stagione          | 13      | 1980               |                 |
| Ottava stagione           | 11      | 1981               |                 |
| Nona stagione             | 9       | 1982               |                 |
| Decima stagione           | 10      | 1983               |                 |
| Undicesima stagione       | 14      | 1984               |                 |
| Dodicesima stagione       | 13      | 1985               |                 |
| Tredicesima stagione      | 12      | 1986               |                 |
| Quattordicesima stagione  | 11      | 1987               |                 |
| Quindicesima stagione     | 12      | 1988               |                 |
| Sedicesima stagione       | 12      | 1989               |                 |
| Diciassettesima stagione  | 12      | 1990               |                 |
| Diciottesima stagione     | 12      | 1991               |                 |
| Diciannovesima stagione   | 12      | 1992               |                 |
| Ventesima stagione        | 12      | 1993               |                 |
| Ventunesima stagione      | 12      | 1994               |                 |
| Ventiduesima stagione     | 12      | 1995               |                 |
| Ventitreesima stagione    | 12      | 1996               |                 |
| Ventiquattresima stagione | 10      | 1997               |                 |
| Venticinquesima stagione  | 5       | 1998               |                 |

## In Italia
In Italia fu trasmessa per la prima volta su Rai 2 in prima serata l'11 gennaio 1979, con l'episodio Colpo Grosso, primo di un'antologia parziale di episodi, chiamata Nove casi per l'Ispettore Derrick. Pressoché sconosciuti gli interpreti principali, l'episodio si avvale del noto attore Horst Buchholz, nel ruolo di un ex professore universitario menomato da un incidente. Altre puntate vedono grandi partecipazioni femminili della scena tedesca, come Lilli Palmer e Maria Schell. Partecipazione straordinaria dell'italiano Amedeo Nazzari nell'episodio L'uomo di Portofino ripreso in alcune sequenze con audio in presa diretta, recitando monologhi in italiano a degli interlocutori fuori campo, un espediente per agevolare i colleghi di lingua tedesca. La scena italiana fu ripresa nella cittadina ligure, al Molo Umberto I. Malato da tempo, Nazzari interpreta un medico compiacente poi pentito, in vista della propria morte.
La critica all'inizio non fu positiva; autori come Ugo Buzzolan e Arturo Lanocita furono impietosi nel giudicarlo quale "una mediocre produzione tedesca".
Il parere mutò con il tempo con il successo di ascolti, rivalutando la serie.
L'anno seguente la Rai trasmise altri episodi sempre in numero limitato fino a diventare, consolidatosi l'indice di ascolto, un appuntamento fisso. Negli anni la fascia oraria di trasmissione venne più volte modificata, mantenendo comunque la considerevole audience. Il record di ascolti si ebbe con l'episodio Gli amici morti di Isolde, seguito da 6 milioni di spettatori.
L'ultimo episodio della serie fu trasmesso in Italia il 30 giugno 2000 alle 18:50 con il titolo Addio, Ispettore Derrick.
Dal 18 settembre 2006 il canale Fox Crime, del pacchetto satellitare Sky Italia, ha iniziato la messa in onda degli episodi della serie in una versione completamente restaurata e reintegrata delle scene mancanti nell'originale edizione Rai dei primi anni '80. Per tale motivo alcune scene sono nella originale lingua tedesca con sottotitoli in italiano. Tra il 2006 e il 2007 l'intera serie è stata restaurata e rimasterizzata in digitale.
A partire dall'ottobre 2012 l'emittente televisiva della CEI, TV2000, inizia la trasmissione di circa ottanta episodi, per la maggior parte risalenti ai primi anni della serie; gli episodi sono quasi sempre trasmessi integralmente, salvo alcuni tagli in caso di scene di nudo.
Nel 1985 il doppiaggio dell'edizione italiana passò dalla S.A.S. alla Mops Film, di conseguenza diciannove episodi prodotti tra il 1984 e il 1985 (da Una difficile eredità a Una mattina di lunedì, con l'esclusione di Una famiglia in pericolo, acquistato in seguito) furono trasmessi con le voci di Elio Zamuto (Horst Tappert) e Eugenio Marinelli (Fritz Wepper). Questi episodi sono stati ridoppiati nell'autunno del 1996.

## Edizioni home video
Nel 1993 Videorai e Musameci Editore pubblicano una serie di dieci VHS con altrettanti episodi. Nel 2005 la Hobby & Work pubblica una serie di quaranta DVD con 2 episodi ciascuno (ASIN:B071Y21WWK) per un totale di ottanta episodi. Tuttavia la pubblicazione non segue l'ordine di produzione, e i master video provengono dalla trasmissione italiana. L'edizione contiene sia l'audio italiano che quello tedesco con i sottotitoli in italiano. Gli episodi "Una difficile eredità" e "Fine di un desiderio" hanno il doppiaggio curato dalla Mops Film con le voci di Elio Zamuto (Horst Tappert) e Eugenio Marinelli (Fritz Wepper).

## Riconoscimenti
- 4 Telegatti (1986, 1987, 1990, 1999).